# Alberto Cassano
Alberto Cassano (Carmen de Patagones, província de Buenos Aires (Argentina), 23 de gener de 1935 - Santa Fe, província de Santa Fe (Argentina), 12 de juliol de 2014) va ser un científic argentí especialitzat en l'anàlisi i disseny de reactors químics, especialment els reactors activats per radiació ultraviolada o fotorreactors. La seva activitat es va concentrar en l'estudi de nous processos de tractament d'aigües i aire contaminats, els Processos Avançats d'Oxidació.
Era graduat de la Facultat d'Enginyeria Química (FIQ) de la Universitat Nacional del Litoral (UNL), doctorat a la Universitat de Califòrnia (EUA) i docent en les carreres d'Enginyeria Ambiental de la Facultat d'Enginyeria i Ciències Hídriques i en el Doctorat en Enginyeria Química de la FIQ. A més, va ser investigador superior del Consejo Nacional de Investigaciones Científicas y Técnicas (CONICET).
Va ser fundador de l'INTEC i del Centro Regional de Investigación i Desarrollo (CERIDE) de Santa Fe i des de 1975 fins a 1982 va ser el director general del Projecte de la Planta Experimental d'Aigua Pesant per contracte amb la Comissió Nacional d'Energia Atòmica (CNEA).
Autor i coautor de diversos llibres i nombroses publicacions científiques en la literatura internacional. Va dirigir i codirigir quaranta-cinc becaris i va ser el supervisor de les tesis doctorals dels dos primers doctors en enginyeria graduats a l'Argentina. Diversos dels seus deixebles han aconseguit les màximes categories universitàries i en el si del CONICET.
Va rebre nombroses distincions. Entre les més destacades sobresurten el Premi Consagració Nacional en 1993, el Premi Konex en 2003, el Premi de la Fundació Alexander von Humboldt d'Alemanya i de l'American Association of Environmental Science and Engineering Professors dels Estats Units.